# 목천기미독립기념탑
목천기미독립기념탑은 대한민국 충청남도 천안시 동남구 목천읍에 있다. 1995년 5월 10일 천안시의 향토문화유산 제46호로 지정되었다.

## 개요
목천 기미 독립 만세 운동 기념비(木川 己未 獨立 萬歲 運動 記念碑)는 목천 공립 보통 학교 학생들이 전개한 3·1 독립 만세 운동을 기리기 위해 1989년 3월 14일 목천 기미 독립 운동 기념 사업회가 세운 비이다.
1919년 3월 14일 오후 4시 목천 공립 보통 학교 전교생 171명은 목천 읍내 일대를 누비며 독립 만세를 소리 높여 외쳤고, 그 결과 학생 4명이 체포 및 구금되었다. 목천 학생 의거는 천안 지역에서 최초로 일어난 3·1 독립 만세 운동으로, 4월 1일 유관순 열사의 아우내 만세 운동으로 이어지게 만든 사건이었다.